# Пюгяярві (місто)
Пюгяя́рві (1993  — 1995  — Пюгясалмі)  — місто і муніципалітет у Північній Пог'янмаа на півдні Оулу, Фінляндія.
Населення  — 5603 осіб (2014).

## Географія
Муніципалітет межує з провінціями Східна Фінляндія та Західна Фінляндія.

## Історія
Засноване в 1866, через озеро, що розташоване на північному березі. У 1993 отримало статус міста.

## Економіка

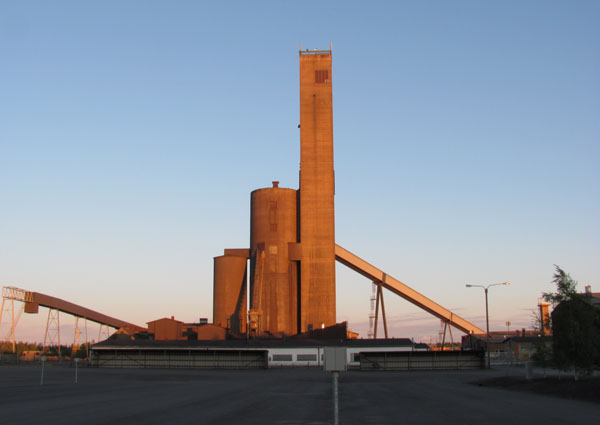
Шахта в Пюхясалмі

У місті діє шахта завглибшки 1444 метри, де добувається цинк і мідь.